# Ségreville
Ségreville é uma comuna francesa na região administrativa de Occitânia, no departamento de Alta Garona. Estende-se por uma área de 4,98 km². Em 2010 a comuna tinha 317 habitantes (densidade: 63,7 hab./km²).